# Wallof Motor Truck Company
Wallof Motor Truck Company war ein US-amerikanischer Hersteller von Kraftfahrzeugen.

## Unternehmensgeschichte
E. G. Wallof betrieb ab etwa 1900 eine mechanische Werkstätte in Minneapolis in Minnesota. Dort stellte er 1902 einen Dampfwagen her. Erst 1910 gründete er das separate Unternehmen zur Fahrzeugproduktion in der gleichen Stadt. Der Markenname lautete Wallof. Der Schwerpunkt lag auf Nutzfahrzeugen. 1912 endete die Produktion.
Wallof startete in Kanada mit der Redcliff Motors Company einen zweiten Versuch.

## Personenkraftwagen
Eine Abbildung zeigt ein Fahrzeug mit relativ großen Rädern. Ob es damit schon als Highwheeler gilt, ist unklar. Die Motorleistung wurde über Ketten an die Hinterachse übertragen. Der Aufbau wurde Depot car genannt. Das Fahrzeug war offen und hatte drei Sitzreihen. Gelenkt wurde mit einem Lenkrad.